# Jablanški potok
Jáblanški potok (tudi Jablanski potok) je desni pritok Pesnice pod gradom Hrastovec v severozahodnem delu Slovenskih goric. Začne se kot majhen potoček v gozdnati grapi nad vasjo Jablance in teče sprva proti severovzhodu skozi vas Jablance, nato proti severu skozi ožji del doline do izliva v Pesnico. Zgornji del porečja je izdelan v srednjemiocenskih laporjih, po sotočju s Korenskim potokom, ki priteka vanj z desne strani iz vasi Zgornja Korena, pa v ožji dolini prečka pas tršega litotamnijskega apnenca, nato vstopi v Pesniško dolino in teče do izliva v umetno strugo Pesnice tik ob desnem robu ravnine.
Zgornji tok do sotočja s Korenskim potokom je ohranjen v bolj ali manj naravnem stanju, v mestoma mokrotnem dnu so večinoma travniki in nekaj manjših ribnikov. Od sotočja navzdol je potok speljan v umetni kanal, celotno dolinsko dno v tem ožjem delu doline pa je spremenjeno v njive, ki segajo povsem do golih brežin umetne struge. Na sotočju in nekoliko više ob Korenskem potoku sta bila nekoč dva grajska ribnika in mlin, kar je vse izginilo brez sledu.
Zgornji del porečja je zaradi ohranjene kulturne pokrajine in pestrih habitatov vključen v Krajinski park Kamenščak, Hrastovec.